# 利民路街道
利民路街道，是中华人民共和国安徽省芜湖市弋江区下辖的一个乡镇级行政单位。

## 行政区划
利民路街道下辖以下地区：
滨江社区、西利民社区、芜南路社区和都宝花园社区。